# The Knife (албум на Найф)
The Knife е едноименният първи студиен албум на шведското електропоп дуо The Knife. За първи път албумът е издаден в Швеция на 5 февруари 2001 от тяхната собствена звукозаписна компания Rabid Records, а във Великобритания едва на 8 март 2004 отното от Rabid. На 31 октомври 2006 Mute Records преиздава този и вторият им албум „Deep Cuts“ за първи път в САЩ.
От този албум е издаден само един сингъл: „N.Y. Hotel“.
В Швеция албумът достига тройно платинен статус, успех надминат от последвалите го два студийни албума.
Британското издание на албума съдържа 3 допълнителни песни, които не фигурират в оригиналното издание, а са включени във вече излезлия по това време саундтрак „Hannad med H“ към шведския филм със същото име.

## Песни
1. Neon – 4:07
2. Lasagna – 5:07
3. Kino – 3:13
4. I Just Had to Die – 4:34
5. I Take Time – 3:04
6. Parade – 3:50
7. Zapata – 4:10
8. Bird – 4:34
9. N.Y. Hotel – 2:47
10. A Lung – 3:26
11. Reindeer – 7:11

Бонус песни включени в английското издание:
1. High School Poem – 1:23
2. Hannah's Conscious – 3:43
3. Vegetarian Restaurant – 2:32

## The Knife 10"
Преди официалното излизане на албума във Великобритания е издадено EP-то „The Knife 10"“ на 23 февруари 2004 и включва следните песни:
- Страна А

1. „Kino“
2. „Bird“

- Страна B

1. „N.Y. Hotel“
2. „High School Poem“